# The Room (Computerspiel)
The Room Tribute, auch The Room, ist ein inoffizielles Computerspiel zum US-Spielfilm The Room von Tommy Wiseau. Das Spiel erschien am 3. September 2010 auf der Website Newgrounds und wurde von Tom Fulp programmiert. Das Design ist im 16-Bit-Stil gestaltet.

## Spielprinzip
The Room ist ein Point-and-Click-Adventure. Der Spieler nimmt die Rolle von Johnny, einem Banker aus San Francisco, ein und durchlebt dessen Alltag. Das Spiel ist in mehrere Level aufgeteilt, welche alle jeweils einen neuen Tag in Johnnys Leben darstellen. Jedes Level beginnt damit, dass Johnny aufwacht und duscht, und endet damit, dass er sich ins Bett legt. In der Zwischenzeit steuert der Spieler Johnny durch seinen Alltag, welcher aus verschiedenen Aktivitäten wie Football spielen, Freunde treffen, Kaffee trinken oder zur Arbeit gehen besteht. Befindet man sich nicht gerade auf einer Mission, ist es dem Spieler möglich, mit Johnny die in San Francisco angesiedelte Spielwelt frei zu erkunden. Nebenbei gibt es auch verschiedene Sidequests wie z. B. das Suchen von in der Spielwelt versteckten Löffeln.

## Handlung
Zum größten Teil kopiert das Spiel die Handlung des Spielfilms. Johnny hilft seinen vielen Freunden bei ihren Problemen und erlebt alltägliche Situationen, während er sich auf seine Hochzeit mit seiner zukünftigen Frau Lisa vorbereitet. Als Johnny jedoch herausfindet, dass Lisa ihn mit seinem besten Freund Mark betrügt, begeht er Suizid. Das Spiel weicht leicht von der Filmvorlage ab, indem es komplett aus der Sicht von Johnny abläuft, also Handlungsteile, die im Filme nur erwähnt werden, tatsächlich zeigt, so z. B. Johnnys Job in der Bank oder das Überführen eines Drogendealers an die Polizei. Außerdem beinhaltet das Videospiel einige Insiderwitze, welche versuchen, die unbeantworteten Handlungsfragen im Film zu erklären, wie etwa das unerklärte Verschwinden eines Hauptcharakters.
Das Spiel beginnt mit einem Prolog, in dem Lisa und Denny an Johnnys Grab in Form einer Statue von Tommy Wiseau stehen und seinen Tod betrauern. In der nächsten Szene beginnt die eigentliche Handlung des Spiels einen Tag vor Beginn des Films, als Johnny feststellt, dass ein Erdbeben San Francisco vom Rest des Staates abgeschnitten hat.
Johnny durchlebt dann die gesamte Filmhandlung bis zu dem Punkt, an dem er Suizid begeht. Danach kann der Spieler beobachten, wie Johnny aus seinem Grab Richtung Weltall aufsteigt und dort in einem löffelförmigen Raumschiff landet und somit klar wird, dass er ein Außerirdischer ist. Dort angekommen, unterhält er sich mit zwei weiteren Aliens, die ebenfalls die nackte Gestalt von Tommy Wiseau haben, darüber, dass er die Menschen und ihre Bräuche nie verstehen werde. Daraufhin beginnen alle drei Johnnys zu tanzen und das Spiel endet.
Falls der Spieler alle versteckten Löffel im Spiel gefunden hat, tanzen die drei Außerirdischen nicht, sondern feuern mit einem Laser auf die Erde und verwandeln sie damit in einen großen Löffel.

## Kritik
Entertainment Weekly bezeichnete das Spiel als „as addictive as scotchka!“ (Eine Persiflage auf ein aus Scotch und Wodka bestehendes Getränk, das im Film The Room getrunken wird). Weitere positive Kritik erhielt das Spiel von der Time, Wired, Destructoid und The Escapist.